# کری (کارولینای شمالی)
کری (به انگلیسی: Cary) شهری در ایالت کارولینای شمالی کشور ایالات متحده آمریکا است که جمعیت آن در سرشماری سال ۲۰۱۰ میلادی، ۱۳۵٬۲۳۴ نفر بوده است.
کری یکی از شهرهای ایالت کارولینای شمالی در ایالات متحده است که در شهرستان ویک، کارولینای شمالی، شهرستان چتهم، کارولینای شمالی و شهرستان دورهام، کارولینای شمالی واقع شده و بخشی از منطقه کلان‌شهری رالی-کری محسوب می‌شود. بر اساس سرشماری سال ۲۰۲۰، جمعیت این شهر ۱۷۴٬۷۲۱ نفر بوده که آن را به هفتمین شهر پرجمعیت در کارولینای شمالی و ۱۴۸مین شهر پرجمعیت در ایالات متحده تبدیل کرده است. در سال ۲۰۲۳، جمعیت کری به ۱۸۰٬۰۱۰ نفر افزایش یافته است.
کری ابتدا به عنوان یک روستای راه‌آهن شکل گرفت و در اواخر قرن نوزدهم و اوایل قرن بیستم به عنوان یک مرکز آموزشی شناخته شد. در آوریل ۱۹۰۷، دبیرستان کری به اولین دبیرستان دولتی تحت حمایت مالی ایالت در کارولینای شمالی تبدیل شد. با ایجاد پارک تحقیقاتی مثلثی در نزدیکی این شهر در سال ۱۹۵۹، جمعیت کری در چند سال دو برابر شد و در دهه‌های ۱۹۷۰، ۱۹۸۰ و ۱۹۹۰ به‌طور قابل توجهی افزایش یافت. امروزه، کری میزبان بسیاری از شرکت‌های فناوری است، از جمله بزرگ‌ترین شرکت خصوصی نرم‌افزاری جهان.
در شهر کری، ۶۸٫۴ درصد از بزرگسالان دارای مدرک کارشناسی یا بالاتر هستند که این میزان از میانگین ایالت بیشتر است. بر اساس داده‌های اف‌بی‌آی در سال ۲۰۱۹، کری در سال ۲۰۲۱ به عنوان امن‌ترین شهر در اندازه متوسط برای زندگی در ایالات متحده شناخته شد. همچنین، درآمد متوسط خانوار در این شهر ۱۱۳٬۷۸۲ دلار است که از میانگین درآمد شهرستان و ایالت به ترتیب با ۸۸٬۴۷۱ و ۶۰٬۵۱۶ دلار بالاتر است.

## تاریخچه
پیش از ورود مهاجران اروپایی، مردمان توسکارورا و کاتاوبا در منطقه‌ای که اکنون به نام کری شناخته می‌شود، زندگی می‌کردند. اما جمعیت آن‌ها به دلیل شیوع بیماری آبله که از تماس با اروپایی‌ها منتقل شده بود و آن‌ها ایمنی در برابر آن نداشتند، به شدت کاهش یافت.
در دهه ۱۷۵۰، جان بردفورد به این منطقه آمد و یک مسافرخانه به نام «بردفوردز اوردینری» افتتاح کرد که اولین نام کری شد. با این حال، بیشتر زمین‌های منطقه در دست دو نفر به نام ناتانیل جونز بود. یکی از آن‌ها، صاحب ۱۰٬۴۶۱ جریب زمین در شرق کری بود، و دیگری بخش اعظم غرب کری را در اختیار داشت. پس از جنگ انقلاب آمریکا، این منطقه به دلیل قرار گرفتن در مسیر میان رالی (پایتخت جدید) و دانشگاه کارولینای شمالی در چاپل هیل، اهمیت بیشتری پیدا کرد. در اوایل قرن ۱۹، الی ییتس آسیاب و اره‌کشی به منطقه اضافه کرد و روفوس جونز نخستین مدرسه رایگان و کلیسای آس‌بری را در دهه ۱۸۴۰ تأسیس کرد.
در سال ۱۸۵۴، با عبور راه‌آهن کارولینای شمالی از منطقه، «بردفوردز اوردینری» به یک مسیر حمل‌ونقل اصلی متصل شد. این خط آهن عمدتاً توسط افراد برده ساخته شد. در همان سال، الیسون فرانسیس پیج، کشاورز و چوب‌بر اهل ویک کانتی، وارد منطقه شد و به عنوان بنیان‌گذار شهر شناخته می‌شود. او با پرداخت ۲٬۰۰۰ دلار، ۳۰۰ جریب زمین در اطراف تقاطع راه‌آهن خریداری کرد و خانه‌ای به نام «پیجز»، یک اره‌کشی و یک فروشگاه عمومی ساخت. پیج همچنین ۱۰ جریب زمین برای یک ایستگاه راه‌آهن اهدا کرد و توسعه شهر را تسریع بخشید.
پس از جنگ داخلی آمریکا، جمعیت کری با تکمیل اتصال راه‌آهن چاتهام افزایش یافت. حدود سال ۱۸۶۸، اولین ایستگاه راه‌آهن کری ساخته شد و خیابان‌ها و زمین‌های مسکونی یک هکتاری توسط فرانک پیج طراحی شد. در آن زمان، اکثر مردان کری برای راه‌آهن کار می‌کردند، اما مشاغلی مانند کارخانه‌های مبلمان، شینگل‌سازی، دباغی، کفش‌سازی، آجرسازی و پنجره‌سازی نیز وجود داشت. همچنین پیج هتلی به سبک امپراتوری دوم برای مسافران راه‌آهن ساخت که امروزه به عنوان هتل پیج-واکر شناخته می‌شود.
پیج به همراه آدولفوس جونز و روفوس جونز، آکادمی کری را تأسیس کردند که بعدها به نام مؤسسه زنان و آکادمی زنان کری شناخته شد. این مدرسه شبانه‌روزی خصوصی در سال ۱۸۷۰ در زمینی متعلق به پیج ساخته شد. از دیگر تأسیسات شهر در آن زمان می‌توان به انبار تنباکوی پیج، کلیساهای متدیست، باپتیست و کری کالرد کریستین اشاره کرد. پیج همچنین زمین‌هایی برای مدارس رایگان برای سفیدپوستان و سیاه‌پوستان اهدا کرد. کری در ۳ آوریل ۱۸۷۱ با پیج به عنوان اولین شهردار خود به‌طور رسمی تأسیس شد. قوانین شهر فروش مشروبات الکلی را ممنوع کرده بود که این ممنوعیت تا سال ۱۹۶۴ پابرجا ماند.
راه‌آهن رالی و آگوستا در سال ۱۸۷۹ به کری رسید و موجب رشد بیشتر شهر شد. در سال ۱۸۹۶، شانزده نفر از ساکنان کری آکادمی کری را خریداری و به دبیرستان شبانه‌روزی کری تبدیل کردند. در سال ۱۹۰۷، با تصویب قانون مدارس عمومی در کارولینای شمالی، این دبیرستان به دولت واگذار شد و به عنوان اولین دبیرستان دولتی ایالت شناخته شد. ساختمان جدید این مدرسه با کمک‌های مالی شهر و دولت در سال ۱۹۱۳ ساخته و در سال ۱۹۳۹ گسترش یافت. امروزه این ساختمان به عنوان مرکز هنرهای کری فعالیت می‌کند.
در دهه ۱۹۳۰، مزرعه تحقیقاتی جدید دانشگاه ایالتی کارولینای شمالی به کشاورزان کری کمک کرد. یکی از باشگاه‌های باغبانی کری به پرورش کدو پرداخت و پس از موفقیت در نمایشگاه‌های محلی و بین‌المللی، کری لقب «پایتخت کدو جهان» را دریافت کرد. این جشنواره سالانه کدو، که از سال ۱۹۴۴ آغاز شد، اکنون در محل نمایشگاه ایالتی کارولینای شمالی برگزار می‌شود.
پس از جنگ جهانی دوم، صنایع جدیدی مانند شرکت بیسکویت‌سازی تیلور (بعدها آستین فودز) به کری وارد شدند و شهر گسترش یافت. خیابان‌های کری تا دهه ۱۹۵۰ آسفالت شدند و محله‌های مسکونی جدیدی شکل گرفت. همچنین اولین سوپرمارکت کری (پیگلی ویگلی) در سال ۱۹۵۰ و اولین کتابخانه عمومی آن در سال ۱۹۶۰ افتتاح شدند.
با افتتاح پارک تحقیقاتی مثلث (RTP) در نزدیکی کری در سال ۱۹۵۹، جمعیت و توسعه این شهر در دهه‌های ۱۹۶۰ و ۱۹۷۰ افزایش یافت. برای مدیریت این رشد، شهر قوانین منطقه‌بندی و برنامه‌ریزی را وضع کرد. در همین دوره، مدارس جدیدی برای مقابله با ازدحام جمعیت ساخته شد و دبیرستان کری اولین مدرسه در شهرستان ویک بود که در سال ۱۹۶۳ ادغام نژادی شد.
در سال ۱۹۷۱، کری مفهوم منطقه‌بندی توسعه واحد برنامه‌ریزی‌شده (PUD) را معرفی کرد که به توسعه‌دهندگان اجازه می‌داد کل یک جامعه را قبل از ساخت برنامه‌ریزی کنند. اولین پروژه PUD در کری، توسعه ۹۶۷ هکتاری کلدیر فارمز بود که اولین پروژه از این نوع در کارولینای شمالی بود. این مدل توسعه بسیار موفق شد و بین سال‌های ۱۹۸۰ تا ۱۹۹۲، ۲۲ پروژه دیگر از این نوع در کری شکل گرفت.
تا سال ۲۰۰۰، جمعیت کری به ۹۴٬۵۳۶ نفر رسید. در سال ۲۰۰۸، شورای شهر برای حفظ تاریخچه شهر، برنامه‌ای برای حفاظت از میراث تاریخی تدوین کرد. اکنون کری سه منطقه تاریخی ثبت‌شده در فهرست ملی و ده بنای تاریخی محلی دارد که با تخفیف مالیاتی تحت نظارت کمیسیون حفاظت تاریخی قرار دارند.